# تمساح

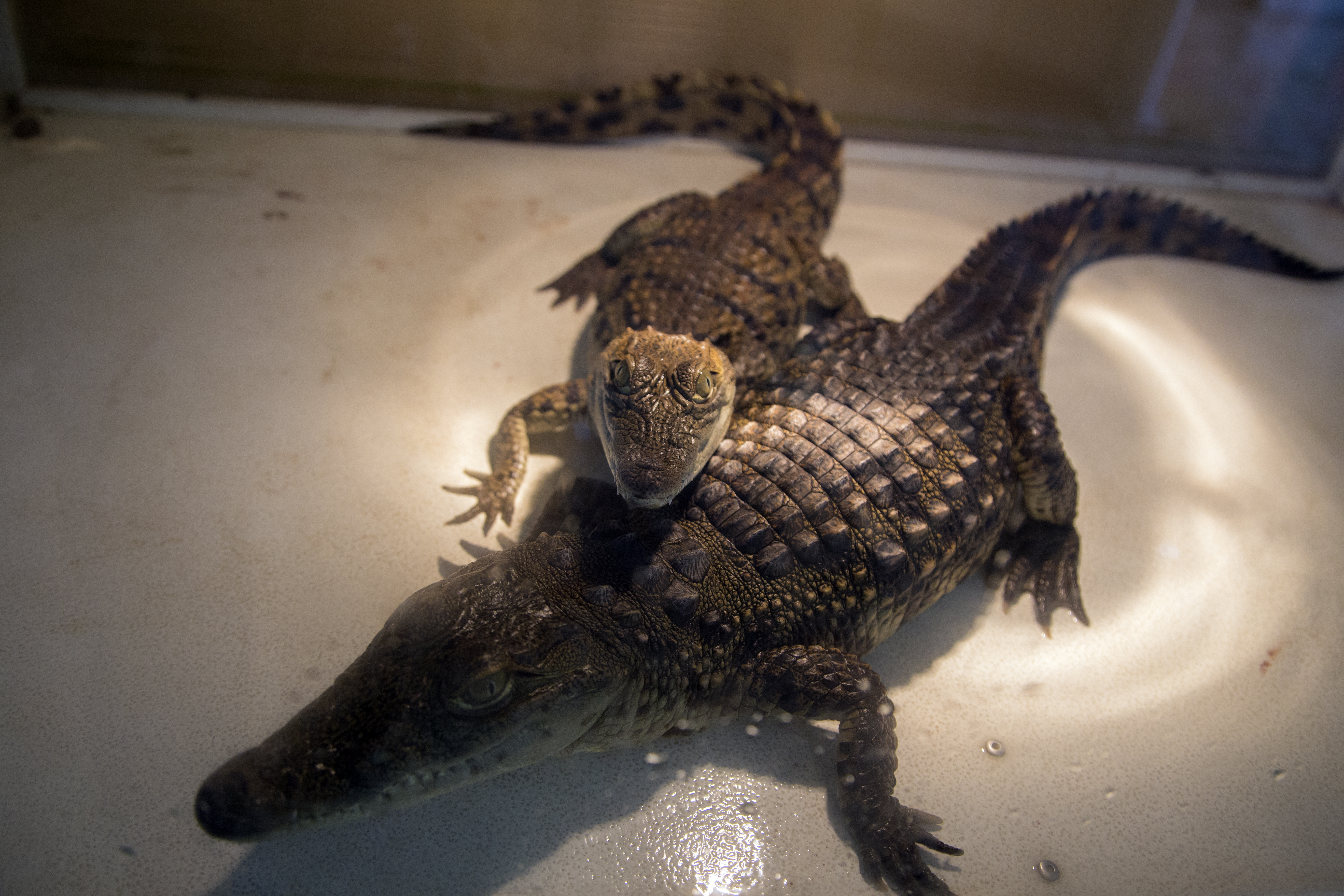
دو تمساح کوچک در باغ خزندگان اصفهان

تِمساح‌ها یا تمساح‌های راستین (زیرخانوادهٔ Crocodylinae) خزندگانی بزرگ و دارای چهار دست و پا هستند که در آب به راحتی شنا کرده و نیمه آبزی هستند. این جانوران همیشه در آب نمی‌مانند و در خشکی تخم گذاری میکنند. این جانوران دارای فک و دندان‌های بسیار نیرومند بوده و به خانوادهٔ تمساحان تعلق دارند. این خزنده در مناطق مختلفی چون آفریقا، آسیا، آمریکا و استرالیا زندگی می‌کند. تمساح‌ها در رودخانه‌ها و دریاچه‌ها و سرزمین‌های مرطوب و در آب‌های شیرین و گاهی در آب لب‌شور یا آب شور زندگی می‌کنند.

## واژه‌شناسی
واژهٔ تمساح در این مقاله منحصراً جهت اشاره به اعضای زیرراستهٔ کروکودیل‌های راستین (Crocodylinae) استفاده شده اما تمساح واژه‌ای است که گاهی به‌طور عمومی برای نامیدن انواع مختلف کروکودیل‌ها استفاده می‌شود. در برخی موارد برای اشاره به تمامی گونه‌های راستهٔ تمساح‌سانان از جمله کایمن‌ها و الیگاتورها به همراه گونه‌های منقرض شدهٔ این راسته نیز از واژهٔ تمساح استفاده می‌شود. در گذشته واژه نهنگ به جای تمساح استفاده می‌شد اما امروزه نهنگ به واژه‌ای برای نامیدن وال‌ها تبدیل شده و تمساح جای آن را گرفته‌است. گاهی نیز نام تمساح و سوسمار به اشتباه به جای یکدیگر استفاده می‌شوند، در حالی که سوسمار نام گروه دیگری از خزندگان دربرگیرنده مارمولک و بزمجه‌ها است که در زبان انگلیسی به آن lizard گفته می‌شود.

## ویژگی‌ها

### تغذیه
تمساح‌ها به دلیل خونسرد بودن و متابولیسم پایین بدن می‌توانند مدت زیادی را بدون غذا تحمل کنند. تمساح‌های کوچک معمولاً از حشرات و ماهی‌های کوچک تغذیه می‌کنند و به مرور از موجودات بزرگ‌تر مانند انواع ماهی‌ها، خزندگان و پستانداران و گاهی از بی‌مهرگانی مانند صدف‌ها و سخت‌پوستان یا تمساح‌های کوچک‌تر تغذیه می‌کنند. تمساح‌ها شکار خود را به صورت یکجا بلعیده و همراه با غذا نیز مقداری سنگ جهت کمک به له شدن غذا می‌بلعند. این رفتار به حفظ تعادل تمساح‌ها نیز کمک می‌کند.
از پوست این خزنده برای ساخت کیف و کفش و دیگر وسایل این چنینی استفاده می‌شود

### کالبدشناسی
تمساح‌ها برخلاف خزندگان دیگر، قلب چهار بخشی، دیافراگم و قشر مغزی هوشمند دارد. توان شنیداری پیرامونی، نشان از زندگی آبی خاکی و سبک زندگی دوره‌ای دارد. اندام پولک پوش ناهمواری دارد و می‌تواند با سرعت و سادگی در آب شنا کند و همچنین می‌تواند هنگام شنا پاهای خود را در کنار تنه جمع کند و با کاستن از فشار آب با شتاب بیشتری شنا کند. این خزنده پاهایی با انگشتان چسبیده بهم دارد، گرچه این پاها برای پا زدن در آب به کار نمی‌رود، اما این ویژگی توان برگشت شتابان و حرکتهای ناگهانی در آب را به او می‌دهد.
در مسافت‌های کوتاه، حتی بیرون از آب بسیار چابک می‌باشد. تمساح آرواره‌های نیرومند و دندان‌های تیز برای گرفتن و پاره کردن گوشت دارد.

### سن
هنوز روش پذیرفته‌ای برای سنجش عمر تمساح وجود ندارد، گروهی، از حلقه‌های رشد در استخوان‌ها و دندانهای آن‌ها استفاده می‌کنند که این روش بر پایه برآورد و گمانه‌زنی است. کهنسال‌ترین تمساح C. proposus در حدود هفتاد سال زندگی کرده‌است. برخی شواهد نیز نشان می‌دهد که بعضی از انواع این جانور بیش از صد سال عمر می‌کنند. یکی از کهنسال‌ترین تمساح‌های شناخته شده در یک باغ وحش در روسیه گویا در ۱۱۵ سالگی مرده‌است. گزارش‌های جدید این موارد را تأیید نمی‌کند.

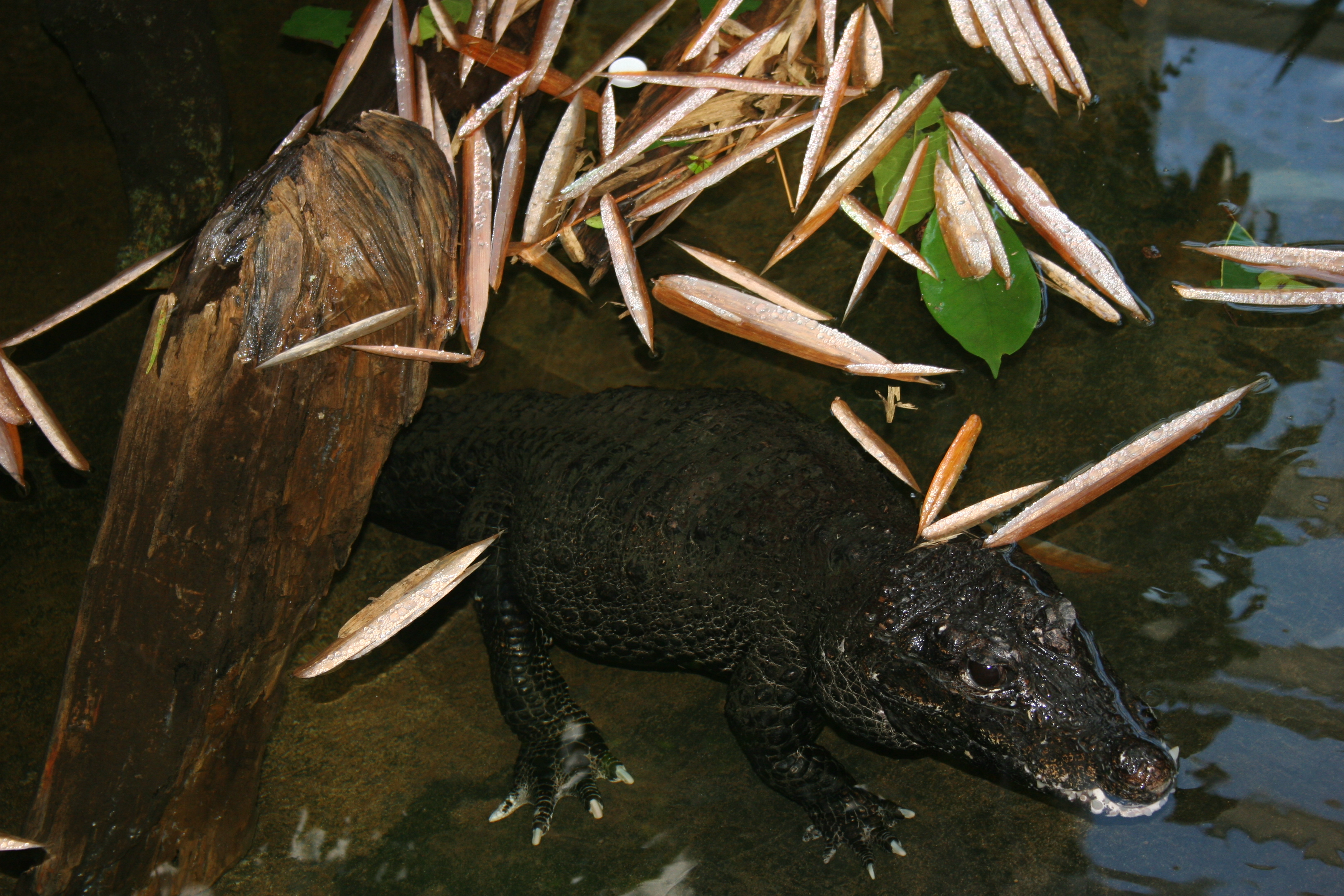
تصویری از یک تمساح در مردابی مصنوعی.

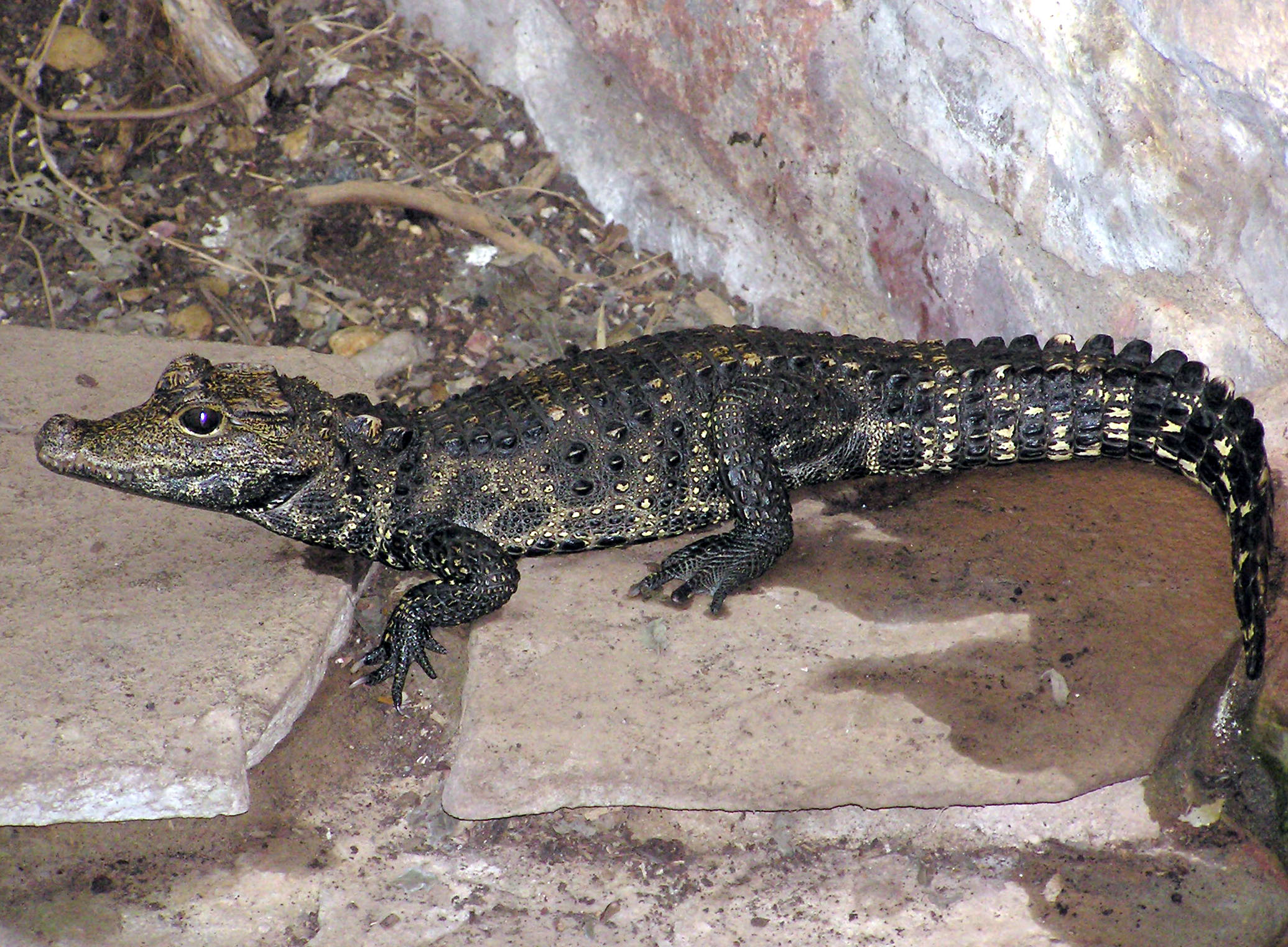
تمساح کوتوله آفریقایی غربی

### اندازه
در اندازهٔ گونه‌های مختلف تمساح تفاوت‌های زیادی وجود دارد. از گونه‌های کوچک مانند تمساح کوتوله با حداکثر ۲ متر طول تا گونه‌های بسیار بزرگ‌تر مانند تمساح آب شور که اغلب ۵ یا ۶ متر طول و وزن آن‌ها تا بیش از ۱۰۰۰ کیلوگرم می‌باشد. تمساح‌های نر اندازهٔ بزرگ‌تری داشته و وزن برخی از آن‌ها ممکن است به ۱۳۰۰ کیلوگرم نیز برسد. بزرگ‌ترین تمساحی که تا کنون در شرایط اسارت نگهداری شده در سال ۱۹۷۲ در تایلند متولد شده و ۶ متر طول و ۱۱۱۴ کیلوگرم وزن داشته‌است. همچنین طویل‌ترین تمساح زنده‌گیری شده تمساحی آب شور به نام «لولونگ» بوده و با ۶/۱۷ متر طول و وزن ۱۰۷۵ کیلوگرم در فیلیپین مشاهده و ثبت شده‌است.
تمساح وقتی که از تخم بیرون می‌آید در حدود ۲۰ سانتی‌متر طول دارد. اندازه‌ها با توجه به فصل و تغذیه و ترکیبات خون مادر فرق می‌کند. گونه‌های بزرگ‌تر، همچنین بزرگ‌ترین خزنده روی زمین، تمساح آب شور است، که در استرالیای شمالی و آسیای جنوب شرقی زندگی می‌کند. بر طبق نظرات بعضی دانشمندان، اطلاعات موثقی در مورد این که تمساح‌های ماقبل تاریخ بیش از ۹ متر طول دارند، در دست نیست.
در شهر نورمنتون، کوئینزلند، استرالیا یک تمساح وجود دارد که «کرایس کروک» نامیده می‌شود که عکس آن در سال ۱۹۵۸ توسط کریستینا پاولوسکی که جانور را در بستر شنی رودخانه نورمن یافت، گرفته شده‌است. گزارشی از یک تمساح آب شور با طول ۸٫۲ متر در استرالیا وجود دارد. همچنین جمجمه یک تمساح آب شور از اوریسای هند وجود دارد که تخمین زده می‌شود که ۶٫۴ تا ۷ متر طول داشته‌است. در ۱۶ ژوئن سال ۲۰۰۶ یک تمساح عظیم ۷٫۱ متری آب‌های شور در اوریسای هند به عنوان بزرگ‌ترین تمساح زنده جهان نام گذاری شد. این تمساح در محوطه حفاظت شده حیات وحش بیتارکانیکا زندگی می‌کند و در ژوئن سال ۲۰۰۶، در کتاب سوابق جهانی گینس ثبت شد.

## رفتار و زیست‌شناسی
تمساح شکارچی کمین‌کننده و فرصت‌طلب است؛ و با توجه به خونسرد بودن می‌تواند مدت طولانی بدون غذا زنده بماند و به ندرت به فعال شدن برای شکار نیاز دارد. تمساح علی‌رغم ظاهر آرام، از فعال‌ترین جانوران نیمه‌آبزی در محیط است.
تمساح‌های وحشی در بسیاری از مناطق مورد محافظت قرار گرفته‌اند، اما آن‌ها به‌طور تجاری در مزرعه هم نگهداری می‌شوند. پوست آن‌ها دباغی می‌شود و برای درست کردن بسیاری از وسایل چرمی مانند کفش و کیف دستی مورد استفاده قرار می‌گیرد.
گونه‌هایی که در مزرعه نگهداری می‌شوند تمساح‌های آب شور و تمساح‌های نیل می‌باشند. تمساح‌های عظیم‌الجثه آب شور و تمساح‌های کمیاب سیامی در مزارع آسیایی پرورش داده می‌شوند. پرورش تمساح‌ها جمعیت گونه‌های آب شور را در استرالیا افزایش داده، چون تخم‌ها عموماً از انواع وحشی گرفته می‌شود و مالکان آن‌ها علاقه به افزایش تعداد تمساح‌های وحشی دارند.

## خطر برای انسان‌ها
گونه‌های بزرگ‌تر تمساح از جمله تمساح‌های نیل و تمساح آمریکایی از خطرناک‌ترین انواع هستند. انواع بزرگ کایمن سیاه نیز برای انسان بسیار خطرناک است.

## خصوصیت دارویی
دانشمندان در ایالات متحده آمریکا عامل قوی و نیرومندی را در خون تمساح‌ها بنام کروکودیلین یافته‌اند که می‌تواند مانند آنتی‌بیوتیک‌های استاندارد به سیستم ایمنی درمقابله با عفونت کمک کند. این کشف مدیون کنجکاوی جیل فولرتون-اسمیت از گزارشهای(BBC) مدارک مربوط به علم تهیه‌کننده فیلم تمساح‌های آب شور در استرالیا است.

## به عنوان غذا
در بعضی کشورها مانند آمریکا، استرالیا، چین، ژاپن، تایلند و آفریقای جنوبی و همچنین کوبا از گوشت تمساح به عنوان غذا استفاده می‌شود. گوشت تمساح سفید رنگ است و مواد غذایی آن به‌طور مطلوبی با گوشت‌های سنتی قابل مقایسه‌است البته میزان کلسترول آن نسبت به گوشت‌های دیگر بسیار کمتر است. گوشت تمساح ترد است.

## اطلاعات عمومی
- کروکودیل‌ها اسم خود را از یونانیان گرفته‌اند که آن‌ها را در رودخانه نیل مشاهده کرده‌اند. یونانی‌ها آن‌ها را کروکودیلوس نامیدند، یک کلمه ترکیبی کروک که به معنی سنگ‌های کناره رودها و دریلوس که به معنی «کرم» است. یونانی‌ها این جانوران را «کرم‌های سنگ» نامیدند، چون کروکودیل‌ها بر روی سنگ‌های کناره‌های رودخانه‌ها در آفتاب دراز می‌کشند.
- بچه تمساح‌ها کروموزوم‌های جنسی ندارد و برخلاف انسان جنسیت این جانور به‌طور ژنتیکی تعیین نمی‌شود. جنسیت با درجه حرارت تعیین می‌شود که نرها در حدود ۳۱٫۶ درجه سانتیگراد و ماده‌ها در درجه حرارت کمی پایین‌تر یا بالاتری به‌وجود می‌آیند. دوره متوسط خوابیدن بر روی تخم‌ها در حدود ۸۰ روز است و آن همچنین بستگی به درجه حرارت محیط دارد.[۱۵]
- بسیاری از تمساح‌های اولیه علفخوار بودند.

## گونه‌ها
تا کنون ۱۶ گونه از زیرراستهٔ کروکودیل‌ها در نقاط مختلف دنیا شناسایی شده‌اند.
| نام گونه                                                                                | پراکندگی                                                                                          |
| --------------------------------------------------------------------------------------- | ------------------------------------------------------------------------------------------------- |
| American crocodile(تمساح آمریکایی) (Crocodylus acutus)                                  | کارائیب                                                                                           |
| Hall's New Guinea crocodile (Crocodylus halli)                                          | The island of New Guinea(گینه نو), south of the New Guinea Highlands                              |
| Orinoco crocodile(تمساح اورینوکو) (Crocodylus intermedius)                              | Colombia(کلمبیا) and Venezuela(ونزوئلا)                                                           |
| Freshwater crocodile(تمساح آب‌شیرین) (Crocodylus johnstoni)                              | Northern Australia                                                                                |
| Philippine crocodile(تمساح فیلیپین) (Crocodylus mindorensis)                            | Endemic(بومی انحصاری) to the Philippines(فیلیپین)                                                 |
| Morelet's crocodile(تمساح مورلت) (Crocodylus moreletii)                                 | Atlantic regions of Mexico(مکزیک), Belize(بلیز) and Guatemala(گواتمالا)                           |
| Nile crocodile(تمساح نیل) (Crocodylus niloticus)                                        | Sub-saharan Africa(آفریقای سیاه)                                                                  |
| New Guinea crocodile(تمساح گینه نو) (Crocodylus novaeguineae)                           | The island of New Guinea(گینه نو), north of the New Guinea Highlands                              |
| Mugger crocodile(گاندو) (Crocodylus palustris)                                          | The Indian subcontinent(شبه‌قاره هند) and surrounding countries                                    |
| Saltwater crocodile(تمساح آب شور) (Crocodylus porosus)                                  | Throughout Southeast Asia(جنوب شرق آسیا), Northern Australia and surrounding waters               |
| Borneo crocodile (Crocodylus raninus)                                                   | Island of Borneo in Southeast Asia(جنوب شرق آسیا)                                                 |
| Cuban crocodile(تمساح کوبایی) (Crocodylus rhombifer)                                    | Found only in the Zapata Swamp(باتلاق زاپاتا) and Isle of Youth(ایسلا د لا خوبنتود) of Cuba(کوبا) |
| Siamese crocodile(تمساح سیامی) (Crocodylus siamensis)                                   | Indonesia(اندونزی), Brunei(برونئی), East Malaysia(مالزی شرقی) and southern Indochina(هندوچین)     |
| West African crocodile(تمساح آفریقای غربی) (Crocodylus suchus)                          | Western(غرب آفریقا) and Central Africa(مرکز آفریقا)                                               |
| Dwarf crocodile(تمساح کوتوله) (Osteolaemus tetraspis)                                   | Western Africa(غرب آفریقا)                                                                        |
| West African slender-snouted crocodile(تمساح تنگ‌گردن آفریقایی) (Mecistops cataphractus) | Western Africa(غرب آفریقا)                                                                        |
| Central African slender-snouted crocodile (Mecistops leptorhynchus)                     | Central Africa(مرکز آفریقا)                                                                       |